# Evakuace kvůli pandemii covidu-19
Tento článek obsahuje seznam států, které se rozhodly pro evakuaci svých občanů kvůli pandemii virové choroby covid-19.
Kvůli karanténě a pozastavení veřejné dopravy ve Wu-chanu a v Chu-peji se několik zemí rozhodlo evakuovat své občany anebo diplomaty ze zasažených oblastí a to především prostřednictvím charterových letů, kterým čínské úřady poskytly povolení. Japonsko, Indie, Spojené státy, Francie, Austrálie, Srí Lanka, Německo a Thajsko jsou prvními zeměmi, které se rozhodly k evakuaci svých občanů. Pákistán uvedl, že nebude své občany kvůli nízkým počtům zdravotnických zařízení, které by mohly léčit Pákistánce, evakuovat z Číny.

## Seznam mezinárodních evakuací
| Datum odletu               | Organizátor (země)    | Evakuovaní    | Státní příslušnost | Letiště odletu                         | Letiště příletu                        | Poznámky |
| -------------------------- | --------------------- | ------------- | ------------------ | -------------------------------------- | -------------------------------------- | --- |
| 30. ledna – 3. března 2020 | Turkmenistán          |               |                    | města Peking, Moskva, Minsk, Istanbul  | Mezinárodní letiště Türkmenabat        | Turkmenistán evakuoval všechny své občany ze zemí s výskytem koronaviru. |
| 24.–27. ledna 2020         | Vietnam               | 200           | 200                | Letiště Đà Nẵng Letiště Cam Ranh       | Mezinárodní letiště Wu-chan Tchien-che | Vietnam povolil v období od 24. do 27. ledna čtyři mimořádné lety pro turisty a další osoby z Wu-chanu zpět do vlasti. Také zorganizoval speciální let k evakuaci svých občanů a diplomatů. |
| 29. ledna 2020             | Austrálie Nový Zéland | přibližně 300 |                    | Mezinárodní letiště Wu-chan Tchien-che |                                        | Exkluzivní reportáž kanálu ABC News z 26. ledna ukázala, že ve Wu-chanu uvízlo více než 100 australských dětí. Ministryně zahraničí Marise Payneová uvedla, že diplomatičtí pracovníci se snažili připravit evakuační plány. Dne 29. ledna Austrálie a Nový Zéland oznámily, že budou spolupracovat při evakuaci svých občanů z Wu-chanu. Ve městě se nacházelo přibližně 50 až 82 Novozélanďanů a v provincii Chu-pej 600 Australanů, přičemž 140 z nich byly děti pobývající ve Wu-chanu. Vláda Nového Zélandu si pronajala charterové letadlo Boeing 777-200ER od společnosti Air New Zealand, aby pomáhalo při evakuacích. Přednostně byli evakuováni občané Nového Zélandu, ale také občané Austrálie a tichomořských ostrovů. |
| 29. ledna 2020             | USA                   | 195           |                    | Mezinárodní letiště Wu-chan Tchien-che | March Air Reserve Base                 | První americký evakuační let s mezipřistáním pro natankování ve městě Anchorage. |
| 29. ledna 2020             | Japonsko              | 206           |                    | Mezinárodní letiště Wu-chan Tchien-che | Letiště Haneda                         | Jednalo se o první japonský evakuační let. Tři cestující byli později pozitivně testováni na koronavirus, přičemž dva z nich se stali prvními asymptomatickými případy v Japonsku. |
| 30. ledna 2020             | Japonsko              | 210           |                    | Mezinárodní letiště Wu-chan Tchien-che | Letiště Haneda                         | Jednalo se o druhý japonský evakuační let z Wu-chanu. |
| 30. ledna 2020             | Singapur              | 92            |                    | Mezinárodní letiště Wu-chan Tchien-che | Letiště Singapur-Changi                | Singapurci byli z Wu-chanu evakuováni speciálním letem společnosti Scoot; evakuace byla vedena dobrovolníky z aerolinky a koordinovali ji úředníci ze Singapuru a Číny. Nicméně někteří občané zůstali kvůli projevujícím se symptomům v Číně. Dva z evakuovaných byli později potvrzeni jako první Singapurci nakažení virem. Oba během letu nevykazovali symptomy, po přistání však měli zvýšenou horečku. |
| 31. ledna 2020             | Japonsko              | 149           |                    | Mezinárodní letiště Wu-chan Tchien-che | Letiště Haneda                         | Jednalo se o třetí japonský evakuační let z Wu-chanu. |
| 31. ledna 2020             | Jižní Korea           | 368           |                    | Mezinárodní letiště Wu-chan Tchien-che | Mezinárodní letiště Kimpcho            | |
| 31. ledna 2020             | Spojené království    | 110           | 83 27              | Mezinárodní letiště Wu-chan Tchien-che | RAF Brize Norton                       | Letadlo s vojenskými zdravotníky na palubě odletělo z Wu-chanu s evakuovanými pasažéry a přistálo na letecké základně RAF Brize Norton v Anglii. Britští pasažéři byli dáni do karantény ve vymezeném bloku Nemocnice Arrowe Park na Wirralu; všichni pasažéři byli testováni před odletem a po přistání a žádný z nich nebyl nakažen koronavirem. Ostatní občané Evropské unie odletěli ze základny Brize Norton do Španělska. Až 150 dalších Britů mělo být na palubě letadla, jehož start byl naplánován o den dříve. Čína však zamítla povolení k odletu a komukoli, kdo měl čínský pas (včetně kojenců a novorozenců britských rodičů), zakázala odletět. Krátce před odletem své rozhodnutí zrušila, lidé se však nestihli dostat na letiště včas, přestože samotné letadlo mělo několikahodinové zpoždění. Britská vláda plánovala v případě potřeby vyslat další letadlo. |
| 31. ledna 2020             | Francie               | 180           |                    | Mezinárodní letiště Wu-chan Tchien-che | Letecká základna Istres-Le Tubé        | |
| 31. ledna 2020             | Čína                  | 76            |                    | Letiště Bangkok-Suvarnabhumi           | Mezinárodní letiště Wu-chan Tchien-che | |
| 31. ledna 2020             | Čína                  | 124           |                    | Mezinárodní letiště Kota Kinabalu      | Mezinárodní letiště Wu-chan Tchien-che | |
| 31. ledna 2020             | Čína                  | 111           |                    | Letiště Haneda                         | Mezinárodní letiště Wu-chan Tchien-che | |
| 31. ledna 2020             | Německo               | 124           |                    | Mezinárodní letiště Wu-chan Tchien-che | Letiště Frankfurt nad Mohanem          | Dle německého ministerstva obrany byla letadlu Luftwaffe po jeho startu ve Wu-chanu odepřena možnost mezipřistání na letišti v Moskvě. Původně mělo letadlo na letišti přistát kvůli doplnění paliva a výměně posádky. Letadlo evakuovalo 102 občanů Německa a 26 občanů jiných zemí. Letadlo provedlo nutné mezipřistání v Helsinkách a následně doletělo na letiště Frankfurt nad Mohanem. Dle německého ministerstva zdravotnictví nejevil žádný z pasažérů příznaky koronaviru. Na cestě do Wu-chanu vezlo letadlo na žádost čínské vlády 10 000 ochranných obleků. Dva cestující byli později pozitivně testováni na virus. |
| 1. února 2020              | Jižní Korea           | 333           |                    | Mezinárodní letiště Wu-chan Tchien-che | Mezinárodní letiště Kimpcho            | Druhý jihokorejský let, který zprostředkovala aerolinka Korean Air. |
| 1. února 2020              | Srí Lanka             | 33            |                    | Mezinárodní letiště Wu-chan Tchien-che | Mezinárodní letiště Mattala Rajapaksa  | Po koordinaci mezi srílanskou vládou a čínskými úřady byli z Wu-chanu evakuováni občané země speciálním letem společnosti Sri Lankan Airlines. Po příletu byli všichni cestující dáni do povinné karantény na vojenské základně Diyatalawa Garrison srílanské armády. |
| 1. února 2020              | Indie                 | 324           |                    | Mezinárodní letiště Wu-chan Tchien-che | Mezinárodní letiště Indiry Gándhíové   | Jednalo se o první indický evakuční let. Společnost Air India evakuovala z Wu-chanu 211 studentů, 110 pracovníků a 3 nezletilé. |
| 1. února 2020              | Turecko               | 42            | 32 10              | Mezinárodní letiště Wu-chan Tchien-che | Letiště Ankara-Esenboğa                | Nákladní letadlo dopravilo do Číny zdravotnické vybavení a poté evakuovalo turecké občany. Po přistání v Ankaře byli všichni pasažéři umístěni do karantény v místní nepoužívané nemocnici. |
| 1. února 2020              | Jordánsko             | 71            | 55 7 3 1           | Mezinárodní letiště Wu-chan Tchien-che | Letiště Ammán                          | První jordánský evakuační let do Wu-chanu uskutečnila společnost Royal Jordinian. |

### Únor 2020
| Datum odletu   | Organizátor (země) | Evakuovaní | Státní příslušnost               | Letiště odletu                           | Letiště příletu | Poznámky |
| -------------- | ------------------ | ---------- | -------------------------------- | ---------------------------------------- | --- | --- |
| 1. února 2020  | Mongolsko          | 31         |                                  | Mezinárodní letiště Wu-chan Tchien-che   | Čingischánovo mezinárodní letiště | Mongolskou vládou bylo najato letadlo společnosti MIAT Mongolian airlines k evakuaci svých občanů. Po příjezdu do Ulánbátaru byli dáni do karantény v Národním centru pro přenosné nemoci. |
| 1. února 2020  | Myanmar (Barma)    | 59         |                                  | Mezinárodní letiště Wu-chan Tchien-che   | Mezinárodní letiště Mandalay | V ranních hodinách evakuoval stát Myanmar 59 ze 63 studentů aerolinkou Myanmar National Airlines. |
| 1. února 2020  | Bangladéš          | 312        |                                  | Mezinárodní letiště Wu-chan Tchien-che   | Letiště Dháka | Vládou Bangladéše byla evakuována skupina 316 lidí, z větší části tvořená studenty studujícími ve Wu-chanu. Na evakuaci bylo použito charterové letadlo Boeing 777-300ER společnosti Biman Bangladesh Airlines. Po příletu byli pasažéři dáni na dobu 14 dnů do karantény v hajjském táboře, který se nachází v blízkosti letiště Dháka a byl předělán na karanténní zařízení. Tři lidé byli kvůli vysoké teplotě převezeni do nemocnice CMH. |
| 1. února 2020  | Maroko             | 167        |                                  | Mezinárodní letiště Wu-chan Tchien-che   | | Většina studentů a zaměstnanců ambasády byla evakuována z Číny. Pasažéři byli dáni na dobu 20 dní, místo běžných 14 dní, do karantény. |
| 1. února 2020  | Čína               | 89         |                                  | Mezinárodní letiště Phuket               | Mezinárodní letiště Wu-chan Tchien-che | |
| 2. února 2020  | Indonésie          | 238        |                                  | Mezinárodní letiště Wu-chan Tchien-che   | Mezinárodní letiště Hang Nadim | Dne 29. ledna připravilo indonéské letectvo (TNI-AU) tři letadla, dva Boeingy 737 a jeden C-130 Hercules, a zdravotnický personál s cílem pomoci s evakuací občanů Indonésie z města. Dne 30. ledna bylo ministryní zahraniční Retno Marsudi oznámeno, že „jim prezident přikázal, aby okamžitě evakuovali indonéské občany z provincie Chu-pej“. Evakuace byla naplánována na 1. února 2020 s přibližným časem trvání 9 hodin. Mělo by být evakuováno více než 243 Indonésanů a po přistání by měli být dáni na dobu 14 dní do karantény na Natunských ostrovech. Indonéská vláda najala charterové letadlo A330-300CEO (PK-LDY), s identifikačním číslem ID-8619 aerolinky Batik Air společnosti Lion Air Group, s 18člennou posádkou a 30 zdravotníky, aby evakuovalo na 200 indonéských občanů z provincie Chu-pej a jejího hlavního města Wu-chan. Z 245 Indonésanů bylo z Wu-chanu evakuováno pouze 238. Čtyři odmítli odejít a tři neprošli screeningovými testy, které nastavily čínské úřady. Indonésané, kteří zůstali v Chu-peji, budou nadále monitorováni a budou v kontaktu s ambasádou. Před přistáním v Batamě byli „všichni pasažéři prohlášeni za zdravé dle norem Světové zdravotnické organizace“. Letadlo z Wu-chanu přistálo na Mezinárodním letišti Hanga Nadima v Batamu po osmé hodině a evakuovaní vystoupili jeden po druhém v dlouhých intervalech. Důstojníci, oblečení v žlutobílých ochranných oblecích, zkontrolovali, dezinfikovali a doprovodili pasažéry. Na Natunské ostrovy byli převezeni letadly indonéského letectva. Jednalo se o letadlo Boeing 737-200 Advanced (AL-7304) z letky Skadron Udara 5, Boeing 737-400 (A-7306) z letky Skadron Udara 17 a Lockheed C-130 (A-1315) z letky Skadron Udara 33. Všechna tři letadla přistála na letišti Raden Sadjad v Ranai. |
| 2. února 2020  | Indie              | 330        | 323 7                            | Mezinárodní letiště Wu-chan Tchien-che   | Mezinárodní letiště Indiry Gándhíové | Indie vyslala druhého letadlo společnosti Air India, jež evakuovalo občany Indie a Malediv z oblasti kolem Wu-chanu. Všichni evakuování byli dáni do karantény v Dillí a Manesaru, v Harijáně. |
| 2. února 2020  | Alžírsko           | 46+        | 36 10 neznámý počet studentů     | Mezinárodní letiště Wu-chan Tchien-che   | | Let byl organizován společností Air Algérie. Na cestě do Číny nesl zdravotnické vybavení. |
| 2. února 2020  | Saúdská Arábie     | 10         |                                  | Mezinárodní letiště Wu-chan Tchien-che   | Mezinárodní letiště Krále Chálida | Saúdskou Arábií byla z Wu-chanu evakuována prostřednictvím aerolinky Riyadh většina studentů. |
| 3. února 2020  | Itálie             | 56         | Italové a Polací                 | Mezinárodní letiště Wu-chan Tchien-che   | Letecká základna Pratica di Mare | Jednalo se o evakuační let Itálie, na který bylo nasazeno speciální letadlo KC-767. |
| 3. února 2020  | Francie            | 254        |                                  | Mezinárodní letiště Wu-chan Tchien-che   | Letecká základna Istres-Le Tubé | Na palubě letadla se nacházelo 65 Francouzů a 189 státních příslušníků 29 dalších zemí. |
| 3. února 2020  | Austrálie          | 243        |                                  | Mezinárodní letiště Wu-chan Tchien-che   | Letiště na Vánočním ostrově | Australskou vládou a letadlem aerolinky Qantas bylo evakuováno více než 240 lidí, včetně 84 dětí a 5 nezletilých. Přistáli na australské pevnině, odkud byli malými letadly převezeni do detenčního centra na Vánočním ostrově do karantény. Austrálie do Číny poslala zdravotnické potřeby, jako jsou masky, ochranné obleky a rukavice. |
| 3. února 2020  | Tchaj-wan          | 247        |                                  | Mezinárodní letiště Wu-chan Tchien-che   | Mezinárodní letiště Tchaj-wan Tchao-jüan | Charterový let, který zorganizovala China Eastern Airlines. Poté, co byla původní žádost vlády Tchaj-wanu o evakuaci jejich občanů (většinou podnikatelů) z Wu-chanu zamítnuta kvůli tomu, že Čína neuznává Tchaj-wan jako samostatný stát, se čínské úřady rozhodly, že propustí Tchajwance z wuchanské karantény. Čínská vláda však trvala na tom, aby byli posláni domů čínskou aerolinkou China Southern Airlines, než aby pro ně Tchaj-wan vyslal své letadlo. |
| 4. února 2020  | Rusko              | 147        |                                  | Mezinárodní letiště Wu-chan Tchien-che   | Mezinárodní letiště Roščino | Dvě letadla Il-76TD ruského letectva evakuovala 147 lidí, kteří byli následně převezeni do karantény do rehabilitačního centra Ťumeň. |
| 4. února 2020  | Malajsie           | 107        |                                  | Mezinárodní letiště Wu-chan Tchien-che   | Mezinárodní letiště Kuala Lumpur | Jednalo se o charterový let aerolinky AirAsia s občany Malajsie. |
| 4. února 2020  | Nový Zéland        | 190        | 98 35 17 8 5 4 2 1               | Mezinárodní letiště Wu-chan Tchien-che   | Auckland Airport | Novozélandská vláda pronajala charterový let NZ1942 od společnosti Air New Zealand. Evakuovaní byli z většiny Novozélanďané nebo lidé z z oblasti Tichomoří, kteří byli převezeni do karantény na základnu na poloostrov Whangaparaoa. 35 evakuovaných byli Australané, kteří byli odvezeni na Vánoční ostrov. |
| 4. února 2020  | Thajsko            | 144        |                                  | Mezinárodní letiště Wu-chan Tchien-che   | Mezinárodní letiště U-Tapao | Další občané Thajska byli evakuováni z Wu-chanu letem FD571 společnosti AirAsia. Evakuovaní jsou na dobu 14 dnů v karanténě v hotelu provozovaném vojenským námořnictvem, který se nachází v blízkosti námořní základny ve čtvrti Sattahip v provincii Chonburi. |
| 4. února 2020  | Írán               | 84         | 59 24 1                          | Mezinárodní letiště Wu-chan Tchien-che   | Mezinárodní letiště Imáma Chomejního | Írán oznámil evakuaci občanů z Wu-chanu charterovým letem společnosti Mahan Air. |
| 4. února 2020  | USA                | ~350       |                                  | Mezinárodní letiště Wu-chan Tchien-che   | Travisova letecká základna Letecká stanice námořní pěchoty Miramar                                                                             | Z provincie Chu-pej byli evakuováni další občané Spojených států. Dne 5. února přistála dvě letadla s přibližně 350 evakuovanými na americkém území. Ti pak byli převezeni na vojenské základy, kde byli 14 dnů v karanténě. 178 lidí bylo převezeno na Travisovu leteckou základnu a zbytek na Leteckou stanici námořní pěchoty Miramar. Dne 10. února byl ve Spojených státech potvrzen třináctý případ. Jednalo se o jednoho z pasažérů. |
| 5. února 2020  | Rusko              | 144        | 128 16 z postsovětských republik | Mezinárodní letiště Wu-chan Tchien-che   | Mezinárodní letiště Roščino | Dvě vojenská letadla ruského letectva evakuovala občany Ruska a okolních zemí. Evakuovaní byli následně převezeni do města Ťumeň na Sibiři. |
| 6. února 2020  | Kanada             | 176        |                                  | Mezinárodní letiště Wu-chan Tchien-che   | CFB Trenton | Letadlo Airbus A330 (s registračním číslem 9H-STY) provedlo mezipřistání na Mezinárodním letišti Vancouver, kde doplnilo palivo, a pokračovalo na základnu CFB Trenton poblíž Torotna. Karanténa evakuovaných byla zrušena 21. února a nikdo nebyl nakažen. |
| 6. února 2020  | USA                | ~300       | ~240 60+                         | Mezinárodní letiště Wu-chan Tchien-che   | první letadlo Mezinárodní letiště Vancouver Letecká stanice námořní pěchoty Miramar druhé letadlo Lacklandova letecká základna Eppley Airfield | Občany evakuovaly dvě letadla, přičemž jednoho z nich mělo mezipřistání ve Vancouveru, ve kterém Kanaďané vystoupili, kvůli doplnění paliva. |
| 7. února 2020  | Japonsko           | 198        |                                  | Mezinárodní letiště Wu-chan Tchien-che   | Letiště Haneda | Čtvrtý evakuační let Japonska z Wu-chanu. |
| 7. února 2020  | Brazílie           | 40         | 34 4 1                           | Mezinárodní letiště Wu-chan Tchien-che   | Varšava (letiště není známo) Mezinárodní letiště Fortaleza                                                                                     | Brazilské letectvo použilo k evakuaci dvě letadla E-190. Jedno z letadel provedlo mezipřistání v Las Palmas, kde doplnilo palivo. Všichni nebrazilští občane vystoupili ve Varšavě. Po příletu do Brazílie byli zbylí pasažéři dáni do karantény na vojenské základně. |
| 7. února 2020  | Brunej             | 2          |                                  | Mezinárodní letiště Wu-chan Tchien-che   | Mezinárodní letiště Brunej | Aerolinkou Royal Brunei Airlines byli evakuování z Wu-chanu dva Brunejci. Do země přiletěli brzy v sobotu ráno. |
| 8. února 2020  | Čína               | 61         |                                  | Mezinárodní letiště Ngurah Rai           | Mezinárodní letiště Wu-chan Tchien-che | V sobotu vyzvedlo charterové letadlo, pronajaté čínským konzulátem, na Mezinárodním letišti Ngurah Rai na ostrově Bali 49 dospělých a 12 dětí. Všichni byli repatriováni do Wu-chanu. |
| 9. února 2020  | Filipíny           | 30         |                                  | Mezinárodní letiště Wu-chan Tchien-che   | Clarkova letecká základna | Z Wu-chaunu byli evakuováni charterovým letem Filipínci. Byli dáni na dobu 14 dní do karantény v Athletině vesnici v New Clark City. |
| 9. února 2020  | Austrálie          | 258        |                                  | Mezinárodní letiště Wu-chan Tchien-che   | Mezinárodní letiště Darwin | Dne 8. února byl druhý let společnosti Qantas najatý australskou vládou, který měl evakuovat 300 lidí, zpožděn. Ministerstvo zahraničních věcí a obchodu uvedlo, že „pro let nebylo zajištěno oficiální povolení.“ Letadlo vzlétlo v ranních hodinách následujícího dne a evakuovalo 266 lidí, včetně 77 dětí, 11 nezletilých a 8 studentů. Přistálo v Darwinu kolem poledne. |
| 9. února 2020  | Singapur           | 174        |                                  | Mezinárodní letiště Wu-chan Tchien-che   | Letiště Singapur-Changi | Z Wu-chanu byli evakuováni Singapuřané speciální letem (s číslem TR5121) aerolinky Scoot. Událo se tak po koordinaci evakuace mezi Singapurem a čínskými úřady. Dne 16. února byl jeden z pasažérů pozitivně otestován na koronavirus. Dne 21. února byla potvrzeny další diagnóza. |
| 9. února 2020  | Spojené království | 200        | 105 95 dalších                   | Mezinárodní letiště Wu-chan Tchien-che   | RAF Brize Norton | Druhý evakuační let vyslaný Spojeným královstvím do Wu-chanu. |
| 10. února 2020 | Francie            | 35         |                                  | Mezinárodní letiště Wu-chan Tchien-che   | letecká základna Istres-Le Tubé | |
| 10. února 2020 | Kanada             | 185        |                                  | Mezinárodní letiště Wu-chan Tchien-che   | CFB Trenton | |
| 10. února 2020 | Vietnam            | 30         |                                  | Mezinárodní letiště Wu-chan Tchien-che   | Letiště Nội Bài | Občané Vietnamu byli evakuováni letadlem společnosti Vietnam Airlines. |
| 11. února 2020 | Jižní Korea        | 140        |                                  | Mezinárodní letiště Wu-chan Tchien-che   | Mezinárodní letiště Kimpcho | |
| 16. února 2020 | Nepál              | 175        |                                  | Mezinárodní letiště Wu-chan Tchien-che   | Mezinárodní letiště Tribhuvan | Nepálem bylo z Wu-chanu do Káthmándú evakuováno skrze společnost Nepal Airlines 175 lidí (170 studentů, 2 děti, 2 cestovatelé a jeden pracovník). Původně mělo být evakuováno 185 lidí, čtyři se však rozhodli zůstat a šesti bylo ze zdravotních důvodů zakázáno nastoupit let. |
| 17. února 2020 | Japonsko           | 65         |                                  | Mezinárodní letiště Wu-chan Tchien-che   | Letiště Haneda | Pátý evakuační let Japonska z Wu-chanu. |
| 17. února 2020 | USA                | 380+       |                                  | Letiště Haneda                           | Travisova letecká základna Lacklandova letecká základna Eppley Airfield                                                                        | Tímto letem byli evakuovaní pasažéři z lodi Diamond Princess. |
| 19. února 2020 | Jižní Korea        | 7          | 6 1                              | Letiště Haneda                           | Mezinárodní letiště Kimpcho | Let jihokorejského letectva pro pasažéry z lodi Diamond Princess. |
| 20. února 2020 | Hongkong           | 106        | 84 18 dalších                    | Letiště Haneda                           | Mezinárodní letiště Hongkong | První evakuační let Hongkongu pro pasažéry z lodi Diamond Princess. |
| 20. února 2020 | Austrálie          | 164        |                                  | Letiště Haneda                           | Mezinárodní letiště Darwin | Dva z pasažérů byli po přistání pozitivně otestováni. |
| 20. února 2020 | Ukrajina           | 72         | 45 8 5 4 2 1                     | Mezinárodní letiště Wu-chan Tchien-che   | Mezinárodní letiště Almaty Mezinárodní letiště Charkov                                                                                         | Kvůli zdravotním problémům bylo třem Ukrajincům a jednomu cizinci zakázáno čínskými úřady nastoupit na let. Později dva Kazaši opustili letadlo při mezipřistání v Almatě. Všichni zbývající evakuování přistáli na Mezinárodním letišti Charkov, odkud byli převezeni na dobu 14 dní do karantény do sanatoria národní gardy ve střední Ukrajině. |
| 21. února 2020 | Francie            | 64         | 28 36 dalších                    | Mezinárodní letiště Wu-chan Tchien-che   | Paříž (letiště není známo) | Všichni evakuovaní byli dáni do karantény v Normandii. |
| 21. února 2020 | Kanada             | 200+       |                                  | Letiště Haneda                           | CFB Trenton | Evakuační let pro pasažéry z lodi Diamond Princess. Po příletu do Kanady byli dáni do karantény do hotelu. |
| 21. února 2020 | Tchaj-wan          | 19         |                                  | Letiště Haneda                           | Mezinárodní letiště Tchaj-wan Tchao-jüan | Evakuační let pro pasažéry z lodi Diamond Princess. |
| 21. února 2020 | Hongkong           | 84         | 82 2                             | Letiště Haneda                           | Mezinárodní letiště Hongkong | Druhý evakuační let Hongkongu pro pasažéry z lodi Diamond Princess. Pasažéři z Macaa byli převezeni domů přes most Hongkong–Ču-chaj–Macao. |
| 22. února 2020 | Spojené království | 32         | 30 2                             | Letiště Haneda                           | | Speciální let pro pasažéry z lodi Diamond Princess. |
| 23. února 2020 | Hongkong           | 5          |                                  | Letiště Haneda                           | Mezinárodní letiště Hongkong | Třetí evakuační let Hongkongu pro pasažéry z lodi Diamond Princess. |
| 24. února 2020 | Tchaj-wan          | 2          |                                  | Mezinárodní letiště Čcheng-tu Šuang-liou | Mezinárodní letiště Tchaj-wan Tchao-jüan | Evakuace hemofilika a jeho matky. |
| 26. února 2020 | Malajsie           | 66         |                                  | Mezinárodní letiště Wu-chan Tchien-che   | Mezinárodní letiště Kuala Lumpur | Druhý malajský let společností AirAsia z Wu-chanu. |
| 27. února 2020 | Indie              | 112        | 76 23 6 2 1                      | Mezinárodní letiště Wu-chan Tchien-che   | Mezinárodní letiště Indiry Gándhíové | Z Wu-chanu bylo indickým letectvem evakuováno 112 lidí, z nichž 76 byli Indové a 36 byli příslušní cizích zemí. Jednalo se o třetí evakuační let připravený indickou vládou do Wu-chanu. Indie navíc poskytla Číně stejným letem 15 tun zdravotnického materiálu, jako jsou masky a rukavice a další pohotovostní lékařské vybavení. |
| 27. února 2020 | Indie              | 124        | 119 2 1                          | Tokio (letiště není známo)               | Mezinárodní letiště Indiry Gándhíové | Tímto letem byla z lodi Diamond Princess evakuována většina posádky. |
| 27. února 2020 | Kolumbie           | 15         |                                  | Mezinárodní letiště Wu-chan Tchien-che   | Comando Aéreo de Transporte Militar | Kolumbijské letectvo evakuovalo z Wu-chanu své občany. Po přistání byli dáni do karantény do sportovní vily v Bogotě. |

### Březen 2020
| Datum odletu                            | Organizátor (země)      | Evakuovaní | Státní příslušnost                                    | Letiště odletu | Letiště příletu                             | Poznámky |
| --------------------------------------- | ----------------------- | ---------- | ----------------------------------------------------- | --- | ------------------------------------------- | --- |
| 2. března 2020                          | Turecko                 | 11         | Tchaj-wan 11                                          | Letiště Istanbul | Mezinárodní letiště Tchaj-wan Tchao-jüan    | Poté, co byl na letu Turkish Airlines pozitivně otestován pasažér z Izraele, se aerolinky rozhodly, že uskuteční speciální let, který odletí s tchajwanskými turisty, jež se původně nacházeli ve stejném letadlo jako nakažený, domů. |
| 4. března 2020                          | Spojené arabské emiráty | 215        | 58 neznámý počet státních příslušníku z okolních zemí | Mezinárodní letiště Wu-chan Tchien-che | Mezinárodní letiště Dubaj                   | |
| 4.–5. března 2020                       | Čína                    | 309–311    |                                                       | Mezinárodní letiště Imáma Chomejního | Mezinárodní letiště Lan-čou Čung-čchuan     | Dva lety, z nichž byl první organizován aerolinkou China Southern, evakuovaly čínské občany. Skupina nakažených lidí, která se objevila v provinci Kan-su ve městě Lan-čou, byla spojena s evakuací. |
| 4.–5. března 2020                       | Hongkong                | 533        |                                                       | Mezinárodní letiště Wu-chan Tchien-che | Mezinárodní letiště Hongkong                | Vláda Hongkongu uspořádala čtyři charterové lety, aby přivezla zpět z Wu-chanu 533 občanů. Po přistání byli dáni do karantény v sídlišti ve čtvrti Fo Tchan. Letadla k evakuaci, Boeing 777-300 a Airbus A330, propůjčily společnosti Cathay Pacific a Cathay Dragon. |
| 7. března 2020                          | Macao                   | 57         |                                                       | Mezinárodní letiště Wu-chan Tchien-che | Mezinárodní letiště Macao                   | |
| 7. března 2020                          | Filipíny                | 167        |                                                       | Mezinárodní letiště Macao | Mezinárodní letiště Ninoy Aquino            | Charterový let s cílem přivézt zpět domů zámořské filipínské dělníky. |
| 10. března 2020                         | Indie                   | 58         |                                                       | Teherán (letiště není známo) | Letiště Hindon                              | Letadlo C-17 Globemaster indického letectva evakuovalo indické poutníky z Íránu. |
| 10.–11. března 2020                     | Tchaj-wan               | 361        |                                                       | Mezinárodní letiště Wu-chan Tchien-che | Mezinárodní letiště Tchaj-wan Tchao-jüan    | Po několika sporech mezi čínskou a tchajwanskou vládou byly vyslány dva lety. Jeden společností China Airlines, který evakuoval 169 lidí, a druhý China Eastern Airlines, který evakuoval 192 lidí. První přiletěl 10. března kolem 23:00 a druhý 11. března kolem 4:00. |
| 11. března 2020                         | Čína                    | 164        |                                                       | Mezinárodní letiště Imáma Chomejního | Mezinárodní letiště Čcheng-tu Šuang-liou    | |
| 11. března 2020                         | Indie                   | 83         | 74 6 3                                                | Letiště Malpensa | Mezinárodní letiště Indiry Gándhíové        | Z Itálie bylo do Nového Dillí evakuováno společností Air India 83 lidí. Všichni neindičtí občané byli indického původu. Evakuovaní byli dáni na dobu 14 dní do karantény. |
| 13. března 2020                         | Jižní Afrika            | 112        |                                                       | Mezinárodní letiště Wu-chan Tchien-che | Mezinárodní letiště Polokwane               | Charterovým letem společnosti South African Airways, který zorganizovala jihoafrická vláda, bylo evakuováno na 112 státních příslušníků Jižní Afriky. Před odletem byly provedeny screeningové testy a čtyřem občanům, kteří vykazovali známky koronaviru, bylo zakázáno nastoupit na let, aby se snížilo riziko možné nákazy. Byli repatriování pouze ti, kteří byli testováni negativně. Po příletu postoupili testy pasažéři i posádka a všichni byli dáni na dobu 14 dní do karantény v resortu The Ranch Resort. |
| 14. března 2020                         | Thajsko                 | 89         |                                                       | Letiště Řím-Fiumicino | Mezinárodní letiště U-Tapao                 | 89 thajských studentů a turistů bylo evakuováno z Itálie prostřednictvím letu společnosti Thai Airways organizovaném thajskou vládou. Byli dáni na dobu 14 dní do karantény na námořní základně Sattahip. |
| 15. března 2020                         | Indie                   | 218        |                                                       | Letiště Malpensa | Mezinárodní letiště Indiry Gándhíové        | Z Itálie bylo speciálním letem Air India evakuováno 218 lidí. Evakuovaní budou z Nového Dillí přesunuti do kempu Indo-tibetské pohraniční policie v Chhawle, kde budou dáni na dobu 14 dní do karantény. |
| 15. března 2020                         | Indie                   | 234        |                                                       | (letiště není známo) | Mezinárodní letiště Čhatrapatího Šivádžího  | 131 studentů a 103 poutníků bylo evakuováno z Íránu. Byli dáni do karantény na dobu 14 dní do wellness centra indické armády v Džajsalméru. |
| 16. března 2020                         | Indie                   | 53         |                                                       | Teherán a Šíráz (letiště není známo) | Letiště Džajsalmér                          | Z íránských měst Teherán a Šíráz bylo společností Air India evakuováno 52 studentů a jeden učitel. Všichni byli dáni do karantény do vojenského wellness centra v Džajsalméru. |
| 18. března 2020                         | Malajsie                | 96         |                                                       | Nové Dillí, Čennaí a Bombaj (letiště není známo) | Mezinárodní letiště Kuala Lumpur            | První let společnosti AirAsia, kterým bylo z Indie evakuováno několik desítek Malajsijců. |
| 19. března 2020                         | Jižní Korea             | 80         | 74 6                                                  | Teherán (letiště není známo) | Mezinárodní letiště Inčchon                 | Charterový let, který letěl s evakuovanými z Teheránu na dubajské Mezinárodní letiště Al-Maktúma. Tam přestoupili na asijský let do Inčchonu. |
| 19. března 2020                         | Tchaj-wan               | 72         |                                                       | Letiště Lima | Mezinárodní letiště v Miami                 | Skupina 72 tchajwanských turistů odletěla soukromým charterovým letem z Limy do Miami, který zorganizovala vláda Tchaj-wanu. Stalo se tak poté, co Peru vyhlásilo kvůli koronaviru stav nouze a 16. března uzavřelo hranice pro veškerý komerční provoz. |
| 22. března 2020                         | Kanada                  | 444        |                                                       | Mezinárodní letiště Mohammeda V. | Mezinárodní letiště Pierra Elliotta Trudeau | Charterový let aerolinky Air Canada evakuoval z Casablancy do Montréalu 444 Kanaďanů. |
| 23. března 2020                         | Izrael                  | 250+       |                                                       | Řím a Milán (letiště není známo) | Mezinárodní letiště Ben Guriona             | Izrael vyslal dva lety z Itálie do Tel Avivu. Na jejich palubách se nacházeli většinou studenti. |
| 24.–25. března 2020                     | Kanada                  | 402        |                                                       | Letiště Lima | Pearsonovo mezinárodní letiště Toronto      | Druhý charterový let aerolinky Air Canada, který evakuoval z Limy, z Peru, do Toronta 402 Kanaďanů. |
| 25. března 2020                         | USA                     | 1000+      |                                                       | Letiště Lima | Mezinárodní letiště Hartsfield-Jackson      | Dne 25. března bylo vládou Spojených států repatriováno z Peru více než 1 000 státních příslušníků. |
| 25. března 2020                         | Hongkong                | 500+       |                                                       | Mezinárodní letiště Wu-chan Tchien-che | Mezinárodní letiště Hongkong                | Dohromady budou vládou najaty čtyři charterové lety, které evakuují občany žijící v provincii Chu-pej, mimo město Wu-chan. |
| 25. března 2020                         | Brazílie                | 66         |                                                       | Mezinárodní letiště Alejandro Velasco Astete | Letecká základna Porto Velho                | Dvě letadla Hércules C-130 brazilského letectva byla vyslána, aby evakuovala z Cuzca, z Peru, 66 občanů. |
| 25.–26. března 2020 30.–31. března 2020 | Spojené království      | 1160+      | 160 4 stovky dalších                                  | Letiště Lima Mezinárodní letiště Rodrígueze Ballóna Mezinárodní letiště Alejandro Velasco Astete Mezinárodní letiště kapitána FAP Davida Abensura Rengifa | Letiště London Heathrow                     | Britská vláda připravila 7 charterových letů společnosti British Airways, aby přivezly zpět více než 1160 lidí, státní příslušníky Spojeného království, Irska a dalších států Evropské unie, z Limy do Londýna. |
| 26. března 2020                         | Izrael                  | 314+       |                                                       | Nové Dillí (letiště není známo) | Mezinárodní letiště Ben Guriona             | Let společnosti Air India z Nového Dillí, z Indie, do Tel Avivu. |
| 27. března 2020                         | Kanada                  | 432        |                                                       | Mezinárodní letiště Mohammeda V. | Mezinárodní letiště Pierra Elliotta Trudeau | Třetí charterový let aerolinky Air Canada, který evakuoval z Casablancy do Montréalu 432 Kanaďanů. |
| 29. března 2020                         | Tchaj-wan               | 139        | 55 84 dalších                                         | Letiště Lima Mezinárodní letiště Alejandro Velasco Astete                                                                                                 | Mezinárodní letiště v Miami                 | Charterový let společnost LATAM Airlines, na jehož palubě bylo 38 Tchajwanců, odletěl z Cusca do Peru. Poté odletěl do Limy, kde nabral 17 Tchajwanců. Na palubě se nacházelo také 84 pasažérů ze čtyř států světa — z Japonska, Singapuru, Malajsie a USA — a dohromady tak letělo 139 osob. Let nakonec přistál v Miami, ve kterém všichni cestující dostali na vybranou, zdali chtějí ve městě zůstat nebo odletět domů.                                                                                           |
| 30. března 2020                         | Tchaj-wan               | 153        |                                                       | Mezinárodní letiště Šanghaj Pchu-tung | Mezinárodní letiště Tchaj-wan Tchao-jüan    | Dva lety provozované společností China Airlines přepraví mezi letištěmi Šanghaj Pchu-tung a Tchaj-wan Tchao-jüan tchajwanské státy příslušníky z provincie Chu-pej domů. |
| 31. března 2020                         | Austrálie               | 260        |                                                       | Letiště Lima | Letiště Sydney                              | Skupina asi 260 Australanů, kteří zaplatili za evakuační let z Peru minimálně 5 160 dolarů, se vrátila domů. |

## Kontroverze a problémy

### Umístění karantény
Australský premiér Scott Morrison oznámil plány na karanténu občanů Austrálie evakuovaných z Wu-chanu, včetně dětí a starších lidí, na dobu 14 dnů na Vánočním ostrově. Rozhodnutí o repatriaci občanů a jejich uzavření do kontroverzního detenčního zařízení, které bylo před rokem 2018 používáno na zadržování žadatelů o azyl, bylo kritizováno. V plánu navíc bylo, že evakuovaní zaplatí poplatek ve výši 1 000 australských dolarů na osobu. Po karanténě pak budou transportováni do města Perth, kde si budou muset na vlastní náklady zařídit vlastní dopravu zpět domů. Australská lékařská asociace ve stejný den prohlásila, že rozhodnutí držet australské občany v „místě, kde se dříve nacházela populace lidí pod obrovským mentálním a fyzickým traumatem a úzkostí, není opravdu vhodné řešení.“
Na Natunských ostrovech došlo ze stran místních obyvatel k protestům proti karanténě evakuovaných, protože se obávali, aby evakuovaní nebyli infikovaní. Stovky demonstrantů například pálily pneumatiky. V důsledku toho byly na ostrově rozmístěny jednotky mobilní brigády a indonéských národních ozbrojených sil. Aby se zajistila ochrana a poskytla zdravotní péče místním lidem, nařídil prezident Jokowi ministru zdravotnictví Terawanu Agusu Putrantovi, aby si na ostrovech zřídil dočasnou kancelář.
Dne 20. února 2020 přistáli ukrajinští občané, kteří byli evakuovaní z Wu-chanu, na Ukrajině. Den na to došlo k nepokojům, protože demonstranti protestovali proti rozhodnutí o karanténě cestujících a zaútočili na autobus evakuovaných.